# Strophurus krisalys
Espèce
Strophurus krisalys est une espèce de geckos de la famille des Diplodactylidae.

## Répartition
Cette espèce est endémique du Queensland en Australie,.

## Description
C'est un gecko insectivore, nocturne et arboricole.

## Étymologie
Cette espèce en nommée en référence à Kristin Alys Sadlier.

## Publication originale
- Sadlier, O'Meally & Shea, 2005 : A new species of spiny-tailed gecko (Squamata: Diplodactylidae: Strophurus) from inland Queensland. Memoirs of the Queensland Museum, vol. 51, no 2, p. 573-582 (texte intégral).